# Burg Bosselstein
Die Burg Bosselstein, auch Burg Stein oder Altes Schloss, ist die Ruine einer Gipfelburg über dem oberen Stadtteil Oberstein von Idar-Oberstein im Landkreis Birkenfeld im Hunsrück.
Die Burg liegt auf dem Kirchenfelsen, einem schroffen Felsenriff über der Felsenkirche, über dem Tal der Nahe und neben Schloss Oberstein.
Die Burg Bosselstein wurde im 12. Jahrhundert von den Herren von Stein (Oberstein) erbaut und findet 1197 erstmals urkundliche Erwähnung. Ab 1600 wurde die Burg nicht mehr bewohnt, verfiel und kam als Ruine 1945 an Rheinland-Pfalz. Zuständig ist heute die Generaldirektion Kulturelles Erbe.
Erhalten von der Burganlage sind noch der Stumpf des runden Bergfrieds und Reste des Palas und der Ringmauer.

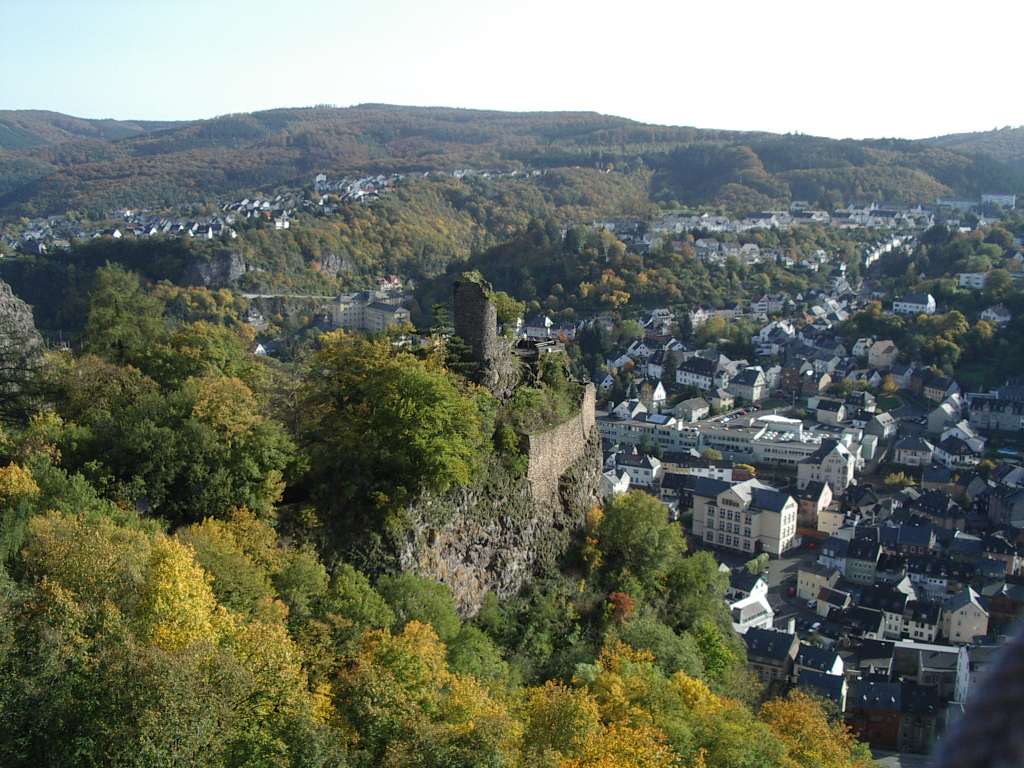
Burgruine Bosselstein
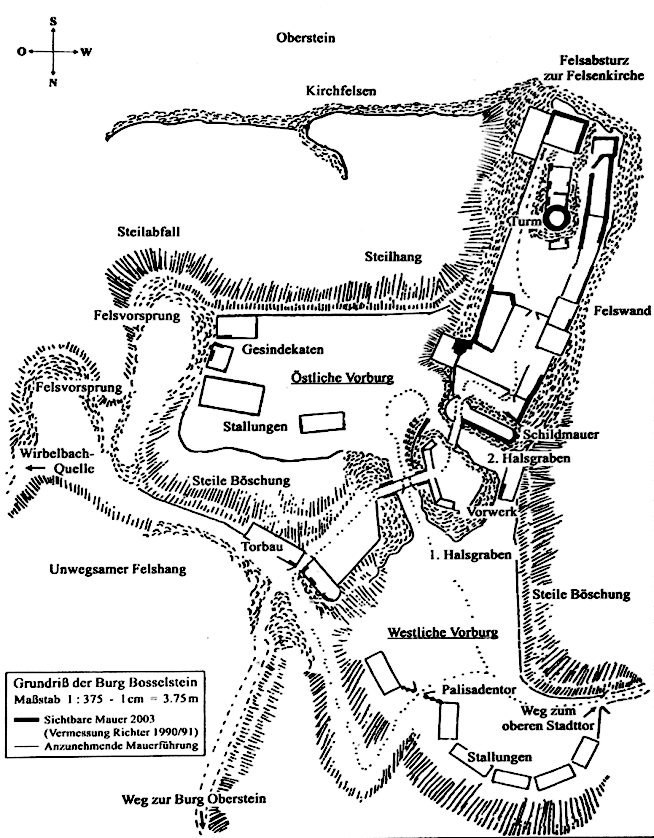
Grundriss
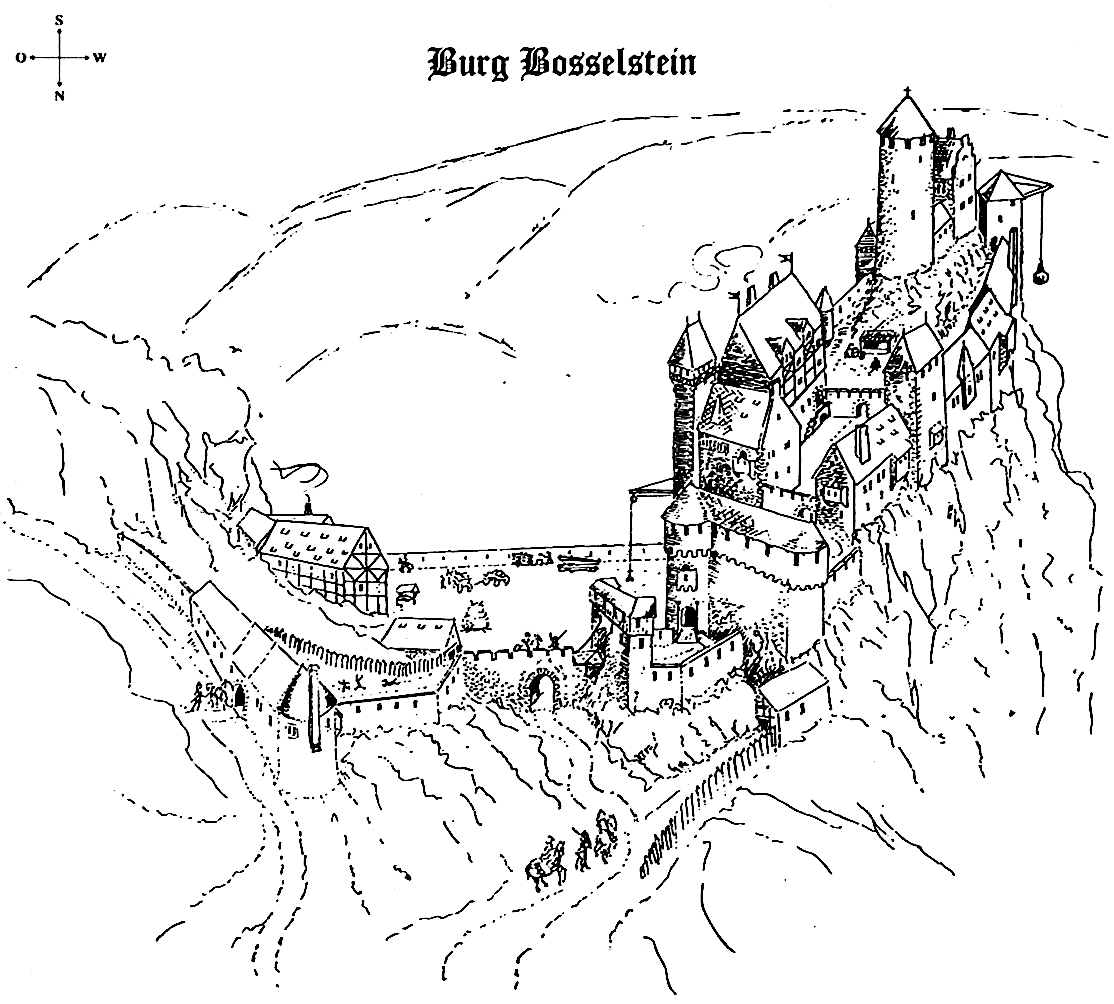
Rekonstruktionszeichnung
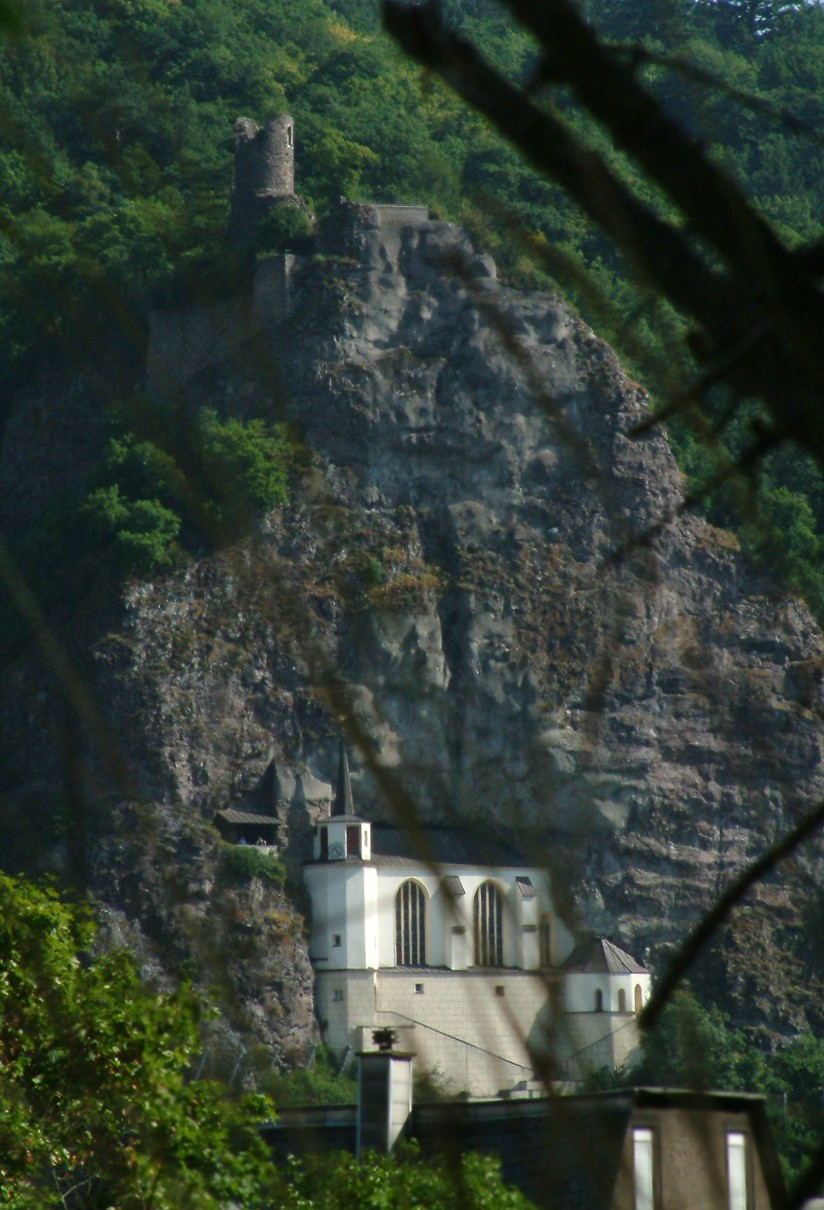
Bosselstein, unterhalb die Felsenkirche.